# Wang Zongyue
Wang Zongyue (en chinois : 王宗岳 ; pinyin : wáng zōngyuè), que certains appellent le shaanxiais (陕西人), d'autres le shanxiais (山西人), est une personnalité des arts martiaux chinois qui aurait vécu au XVIIIe siècle, considéré comme le fondateur potentiel du tai-chi-chuan. On lui attribue en effet la paternité du Traité du tai-chi-chuan (太極拳論), texte théorique sur cette boxe, sans que celle-ci ne soit parfaitement établie. Wu Yuxiang pourrait en fait en être l'auteur,,.